# Battaglia di Capo Finisterre (1761)
La battaglia di Capo Finisterre venne combattuta tra il 14 agosto 1761 nell'ambito dei più vasti eventi della guerra dei sette anni.
Una formazione di navi francesi agli ordini del capitano Dugué L'Ambert, in rientro nelle acque europee dopo una crociera corsara nelle Indie occidentali, fu affrontata da una squadra navale britannica agli ordini del capitano Robert Faulkner: nel corso di un serrato duello la nave di Faulkner, il vascello HMS Bellona, fu in grado di infliggere gravi danni alla nave di L'Ambert, il vascello Courageux, fino al punto di indurlo alla resa.

## Antefatti
A seguito della pesante sconfitta patita nella battaglia della baia di Quiberon il 20 novembre 1759, la Marine royale francese non fu più in grado di competere con la Royal Navy britannica per il controllo delle acque europee nel corso della guerra dei sette anni; nell'aprile 1761 i britannici capitalizzarono il loro successo attaccando l'isola di Belle Île, al largo delle coste occidentali della Bretagna, e obbligandola a capitolare in giugno. Con il grosso della flotta bloccato in porto, solo piccoli squadroni di navi francesi cercavano ancora di sfidare il dominio del mare acquisito dai britannici; uno di questi squadroni era formato dal vascello da 74 cannoni Courageux agli ordini del capitano Dugué L'Ambert e dalle fregate da 32 cannoni Malicieuse sotto il capitano Longueville ed Hermione sotto il capitano Montigney: inviato nelle Indie occidentali, lo squadrone compì una fortunata campagna di incursioni al traffico mercantile britannico nella zona prima di fare rotta per le acque di casa all'inizio dell'agosto 1761
Nel tardo pomeriggio del 13 agosto le navi del capitano L'Ambert si trovavano a incrociare nelle acque della Spagna, poco al largo di Capo Finisterre, quando alcune vele furono avvistate in direzione nord-est; queste vele appartenevano a una formazione di navi britanniche comprendente il vascello da 74 cannoni HMS Bellona del capitano Robert Faulknor e la fregata da 36 cannoni HMS Brilliant sotto il capitano John Loggie, salpate da Lisbona in direzione della Gran Bretagna con a bordo un carico di beni per un valore di 100 000 sterline. I francesi inizialmente identificarono entrambe le navi come vascelli e decisero di evitare lo scontro, invertendo la rotta e approfittando dell'oscurità crescente per allontanarsi; la luce della luna consentì tuttavia ia britannici di mantenere il contatto visivo e di lanciarsi all'inseguimento del nemico.

## La battaglia
Alle 05:00 del 14 agosto, L'Ambert cambiò idea circa la condotta da tenere dopo aver rivalutato la consistenza delle forze nemiche: scambiando il Bellona per un vascello da soli 50 cannoni, invertì la rotta e puntò sulle unità di Faulknor ordinando alle fregate Malicieuse ed Hermione di attaccare la Brilliant mentre lui conduceva il Courageux all'attacco del Bellona. I due vascelli si avvicinarono a vicenda, e dopo che L'Ambert ebbe fatto affiancare il Courageux al Bellona aprì il fuoco alle 06:25 scaricandogli contro una bordata da distanza ravvicinata; il tiro dei cannoni francesi si dimostrò molto efficace nelle prime fasi dello scontro, al punto che dopo nove minuti dai primi spari l'albero di mezzana del Bellona era già stato abbattuto.
Faulknor temette che, con la sua capacità di manovrare ora compromessa, L'Ambert potesse prendere l'opportunità di rompere il contatto e fuggire, e pianificò quindi di avvicinarsi abbastanza per lanciare l'abbordaggio alla nave nemica; il francese tentò di allontanarsi, ma alle 06:45 anche l'albero di mezzana della Courageux fu abbattuto dalle cannonate nemiche. A dispetto dei gravi danni patiti alle vele e al sartiame, Faulknor tentò allora di strambare intorno alla nave francese, riuscendo a portare il Bellona dietro alla poppa del Courageux per scaricargli addosso una serie di bordate d'infilata lungo l'asse centrale del vascello nemico: questo causò enormi danni allo scafo del Courageux, uccidendo o ferendo centinaia di marinai francesi fino a convincere il mortalmente ferito L'Ambert ad abbassare la bandiera in segno di resa alle 07:04. Alcuni dei cannoni francesi posti nei ponti più bassi continuarono a fare fuoco anche dopo il segnale di resa, e Faulknor ordinò di sparare altre due bordate contro il martoriato scafo del Courageux per metterli a tacere.
Mentre il Bellona e il Courageux ingaggiavano il loro personale duello, la Brilliant era riuscita con successo a tenere testa alle due fregate francesi, attaccando prima la Malicieuse e poi la Hermione tra le 06:00 e le 07:00 nel deliberato tentativo di tenerle lontane dallo scontro in corso tra i due vascelli. Quando divenne chiaro che L'Ambert si era arreso, le due fregate francesi si allontanarono dal luogo dello scontro battendo in ritirata, mentre la Brilliant si recò dal Bellona e dalla sua preda. Le perdite riportate dai britannici nello scontro ammontarono a sei morti e 28 feriti a bordo del Bellona e cinque morti e 16 feriti a bordo della Brilliant; le perdite dell'equipaggio del Courageux, registrate da Faulknor nel suo rapporto ufficiale sullo scontro, furono stimate in 240 morti e 110 feriti. Lo storico William Laird Clowes rilevò come questa forte discrepanza tra le perdite umane fu dovuta probabilmente alle opposte dottrine tattiche di francesi e britannici, con i primi addestrati a sparare contro gli alberi e il sartiame delle navi nemiche al fine di immobilizzarle mentre i secondi erano istruiti a mirare allo scafo al fine di uccidere i membri dell'equipaggio nemico.

## Conseguenze
Il catturato Courageux fu portato da un equipaggio da preda britannico a Lisbona, dove fu accolto da folle esultanti. Scrivendo nel 1825, lo storico Edward Pelham Brenton indicò la battaglia di Capo Finisterre come uno dei soli quattro decisivi combattimenti tra singole navi, compatibili come dimensioni e armamento, nella storia della guerra navale: gli altri sono la battaglia di Ouessant del 1782 che vide il vascello britannico HMS Foudroyant catturare il francese Pégase, la battaglia del Raz de Sein del 1798 dove il vascello HMS Mars catturò il francese Hercule, e la battaglia di Grado del 1812 dove il HMS Victorious catturò il francese Rivoli.
Dopo le necessarie riparazioni, il vascello francese catturato fu rimesso in servizio con la Royal Navy come HMS Courageux, servendo nei successivi 35 anni con nuovi proprietari e prendendo parte ad azioni durante la guerra d'indipendenza americana e le guerre rivoluzionarie francesi prima di finire perduto per un naufragio il 18 dicembre 1796 dopo essere incappato in una tempesta davanti Monte Hacho.